# سکه لاری

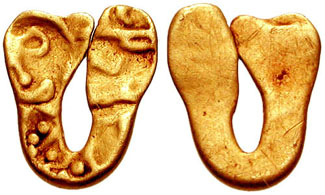
لارین هندی طلایی؛ حدود قرن ۱۲-۱۳ میلادی

سکه یا مسکوک لاری (به انگلیسی: Larin) مفتولی است از نقره خالص (و در مواردی طلا) که به شکل قلاب از وسط تا شده و به منظور تضمین کیفیت و کمیت آن به مهر حکومت ممهور شده‌است.

## وجه تسمیه

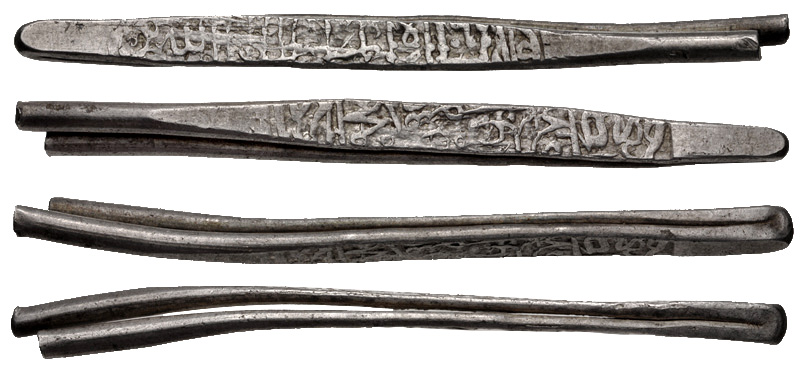
سکه لاری شاه اسماعیل دوم صفوی

نام این مسکوک از مبدأ و منشأ آن یعنی شهر باستانی لار یا لاد -که پایتخت حکومت محلی حکام لار بوده- مشتق شده‌است. سر توماس هربرت که در سال ۱۶۲۷ م/۱۰۳۷ق از لار دیدن کرده، نوشته است: «در نزدیکی بازار لار محلی است که در آنجا ضرب می‌شود. لاری از مشهورترین سکه‌های منطقه است که از نقره خالص ساخته شده است و مفتولی قلابی شکل است. نام پادشاه یا بعضی از آیه‌های قرآنی بر آن حک می‌شود و ارزش آن ده پنی است.» یک سند منحصر به فرد نشان می‌دهد که این سکه در قرن نهم ه.ق در بازارهای هندوستان رواج داشته‌است. نویسنده «تاریخ فرشته» (کتابی دربارهٔ تاریخ هندوستان) در شرح حال «خواجه محمد گاوانی» (از وزرای قدرتمند ملوک دکن) -که در سال ۸۸۶ ه. قمری از دنیا رفت- نوشته است که هنگام مرگ او تعداد بسیاری سکه‌های لاری در خزانه اش وجود داشته‌است. یک سیاح اسپانیایی به نام گاسپار بالبی در یادداشت خود به عنوان سفر به هند شرقی می‌نویسد: «اولین کسی که به ضرب لاری آغاز کرد پادشاه لار بود. هم اکنون پس از مرگ ابراهیم خان -که در دربار شاه طهماسب اول احتمالاً مسموم شد- در این شهر ضرب می‌شود.» نام لاری، صحت گفته این جهانگرد را تأیید می‌کند. چون مسلم است که این وسیله مبادله در لار ابتکار شده که آن را لاری می‌نامند. هر چند که بعدها در چندین شهر ایران نیز به ضرب آن مبادرت نمودند.

## مبدل شدن به واحد پول معتبر

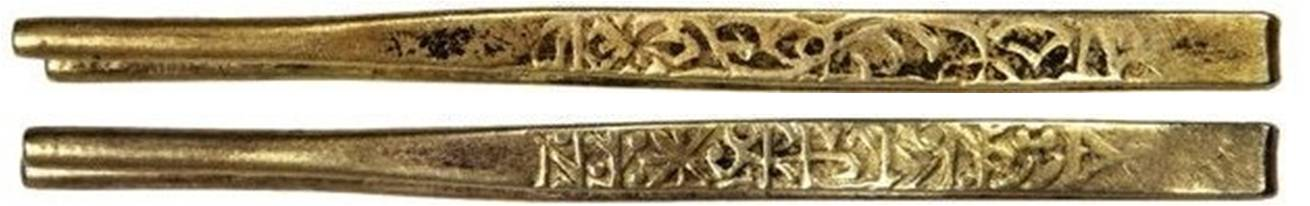
سکه لاری از طلا

هنگامی که این نوع وسیله مبادله که حدود بیست قرن بعد از اختراع سکه در قرن شانزدهم و هفدهم میلادی به عرصه تجارت بین‌الملل پا گذاشت، از شمال آفریقا تا سواحل شرقی چین همه جا با حسن استقبال مواجه شد و به میزان بسیار گسترده‌ای در تجارت خارجی ایران پذیرفته شد. پدرو تیکشیرا - سیاح پرتغالی- که اواخر قرن شانزدهم میلادی به نواحی جنوب ایران مسافرت کرده نوشته است: «سکه‌ای که در لار ضرب می‌شود، لاری است که از نقره عالی ساخته شده و در تمام نواحی شرق به خوبی شناخته می‌شود.»

## لاری در عصر حاضر
با توجه به عیار بالا و وزن بسیار دقیق سکه‌های لاری، این واحد پول در میان ملل کهن، بسیار مقبول بود؛ به همین جهت نامش در حافظه تاریخی بسیاری از ملتها به خوشنامی باقی مانده است. از جمله می‌توان به دو کشور گرجستان و مالدیو اشاره کرد. گرجستان از بدو استقلال از شوروی، نام واحد پول خود را به لاری تغییر داد. مالدیو هم نام لاری را به عنوان اجزای واحد پول خود-روپیه- انتخاب کرد. ارزش هر یک صد لاری مالدیو برابر یک روپیه است.